# Narinder Singh
Narinder Singh (Patiala, 26 novembre 1824 – Patiala, 13 novembre 1862) fu maharaja di Patiala dal 1846 al 1862.

## Biografia
Narinder Singh era figlio di Karam Singh, Maharaja di Patiala. Alla morte di suo padre il 18 gennaio 1846, Narinder gli succedette al trono di Patiala.
Durante il suo regno fece costruire il palazzo di Moti Bagh per il costo di cinque lakh di rupie.
Durante i moti indiani del 1857, Narinder offrì assistenza alla Compagnia britannica delle Indie orientali al punto che lord Canning lo reputò uno dei principi più affezionati alla causa coloniale degli inglesi.
Morì di febbre il 13 novembre 1862. Venne succeduto dal figlio, Mahendra Singh, di appena dieci anni.